# Maria de Crisenoy
Pour les articles homonymes, voir Crisenoy (homonymie) et Loysel.
Maria Loysel, épouse de Crisenoy, née le 14 novembre 1882 à Cherbourg et morte le 2 février 1965 à Paris, est une écrivaine, auteure de nombreux romans pour la jeunesse. 
Elle a aussi écrit plusieurs biographies, notamment Antoine de Saint-Exupéry, poète et aviateur.
Elle a épousé Henry de Crisenoy.

## Œuvre
Liste chronologique établie d'après la Bibliothèque nationale de France.
- Le Médaillon d'or - Alfred Mame, 1925
- L'Eau qui dort - Collection Stella, 1932
- Sous un toit normand - Bibliothèque d'Éve, 1932
- La Piste tragique - Collection Printemps, 1933
- Le Mystère du château d'Eyrolles - Collection Printemps no 67, 1933
- Œil pour œil - Collection Printemps, 1933
- La Conscience de Gilberte - Collection Stella no 310, 1933
- Le Secret du rayon vert - Collection Printemps, 1933
- La Folle Promesse - Collection Printemps no 41, 1933
- L'Hôte mystérieux - Collection Printemps no 8, 1933
- Un drame chez les Boers - Collection Printemps no 138, 1933
- La Dette de Jorio - Collection Printemps, 1933
- Céline et ses amis - Alfred Mame, 1934
- Le Félon - Collection Printemps no 146, 1934
- Sous l'aiguillon ! - Collection Stella no 353, 1934
- L'Enfant du naufrage - Journal Lisette, 1934
- Le Château des alarmes - Collection Printemps no 156, 1935
- Au pays des sortilèges - Bloud & Gay, 1935

- Prix Montyon 1936 de l'Académie française
- Le Braconnier de Daumeray - Collection Printemps no 172, 1935
- J'ai deux amours - Collection Stella no 391, 1936
- L’Étranger de la tour carrée - Collection Printemps no 191, 1936
- Petite Fille et grand cœur - coll.. Les Bleuets, éd. Jules Tallandier, 1937
- L’Éléphant blanc - Collection Printemps no 237, 1937
- La Meilleure de l'équipe - Bijou, éd. Maison de la bonne presse, 1937
- Quand l'amour parle - Collection Stella no 420, 1937
- Masque et visage - Collection Stella no 444, 1938
- Perdu en mer - Grandes aventures et voyages excentriques no 8, J. Tallandier, 1938
- La Tour du Nord - Collection Printemps no 242, 1938
- Robert de Nobili, apôtre des Brahmes - Éditions "Alsatia", 1939
- L'Anneau maudit - Collection Printemps no 265, 1939
- "Le Héros du Congo", Pierre Savorgnan de Brazza, Éditions Spes, 1939
- Soie de Chine - Collection Stella no 482, 1940
- Son oiseau bleu - Collection Fama no 666, 1940
- L'Homme au nez busqué - Collection Printemps no 284, 1940
- L'Aventure - Collection Fama no 694, 1940
- Savorgnan de Brazza - Maison de La bonne Presse, 1940
- Nicole... assistante rurale - coll. Les Bleuets no 55, J. Tallandier, 1942
- Leur ami Kid - Collection La Toison D'or, Éditions "Alsatia", 1946
- Les Bandits du Grand Mornant - Pierrot no 34, 1946
- Torpillés ! - Collection Pierrot no 38, 1946
- Le Drame des Mimosas - Collection Pierrot no 48, Éditions de Montsouris, 1947
- Les Soucis de Chantal - Collection Framboise, Éditions de Marly : Plon, 1947
- L'Imposture - Collection Pierrot, 1947
- Notre tante d'Amérique - Lisette no 42, 1947
- Bienheureuse Jeanne-Marie de Maillé - Collection : Profils franciscains, Éditions franciscaines, DL 1948
- Antoine de Saint-Exupéry, poète et aviateur - Éditions Spes, 1948
- La Vengeance de Gisèle - Lisette, 1948
- L'Homme en gris - Pierrot no 55, 1949
- Sur le qui-vive, publié en feuilleton dans Lisette, du 1er janvier (no 1) au 26 mars 1950 (no 13)
- Flora l'intrépide - coll. Bibliothèque rose, Hachette, 1952
- Saint François Xavier, apôtre des Indes et du Japon  - Éd. Spes, 1953
- Deux fois martyr, saint Jean de Britto, missionnaire aux Indes, 1953
- La Forêt flambe - coll. Belle humeur, Desclée de Brouwer, 1954
- Les Oblates de l'assomption : de l'orient désolé et des chrétientés d'occident à l'essor des églises noires 1865-1954 - Bernard Grasset, 1954
- Une mystérieuse petite cousine - coll. Bibliothèque rose, Hachette, 1956
- Le Message de Laurence - coll. Bibliothèque rose, Hachette, 1957
- Laquelle des deux ? - coll. Bibliothèque rose, Hachette, 1958
- Les Sœurs Tchou-Ki-Lang - coll. Belle humeur, Desclée de Brouwer, 1958
- Saint Louis de Gonzague - Apostolat de la Presse, 1959
- Quatre filles campaient - coll. Nouvelle Bibliothèque rose, Hachette, 1959
- Les Trois Tulipes - Collection Jean-François, Éditions Fleurus ; Gautier-Languereau, 1961
- SOS pour Benedicte - coll. Nouvelle Bibliothèque rose no 87, 1961
- Les Bandits de la Dorothée - Nouvelle bibliothèque de Suzette no 46, Gautier-Languereau, 1962
- Les Croisés de la faim - Préface de l'abbé Pierre, coll. Belle humeur no 106, Desclée de Brouwer, 1963
- Alerte au Transvaal - Desclée de Brouwer, sans date
- Il m'aimera - Collection Stella, sans date
- Masque et visage - Le Petit Écho de la Mode, sans date
- Fils de prince - Collection Printemps, sans date
- La Piste tragique - Collection Printemps, sans date
- Manuel le bandit - Collection Printemps no 215, sans date
- Rose-des-Vents - Collection Printemps no 222, sans date